# Albano Vercellese
Pour les articles homonymes, voir Albano.
Albano Vercellese est une commune italienne de la province de Verceil, dans la région Piémont.

## Personnalités
- Darius Bognetti (1865-1930) fondateur des filles de Saint Eusèbe

## Administration
| Période                                  | Période | Identité | Étiquette | Qualité |
| ---------------------------------------- | ------- | -------- | --------- | ------- |
|                                          |         |          |           |         |
| Les données manquantes sont à compléter. |         |          |           |         |

### Communes limitrophes
Collobiano, Greggio, Oldenico, San Nazzaro Sesia, Villarboit